# Armoiries de l'Islande

Armoiries de l'Islande.

Les armoiries de l’Islande (en islandais : Skjaldamerkið) se composent des quatre figures mythiques protectrices du pays (« landvættir ») entourant un blason représentant le drapeau de l'Islande, le tout sur un bloc de lave.
Les quatre figures mythiques sont :
- le taureau (« Griðungur »), protecteur du sud-ouest de l'Islande,
- l’aigle ou le griffon (« Gammur »), gardien du nord-ouest du pays,
- le dragon (« Dreki »), qui surveille le nord-est,
- le géant rocheux (« Bergrisi »), protecteur du sud-est.

## Chronologie
| Image | Description | Période     |
| ----- | --- | ----------- |
|       | Armoiries du « Roi d'illande » (Roi d'Islande) ( = le représentant du roi de Norvège) à partir de l'armorial Wijnbergen, ca 1280. C'est une association des armoiries de Gissur Þorvaldsson et de celle de la Norvège, avec l'inversion des couleurs : coupé d'or et fascé d'argent et d'azur, au lion de gueules brochant sur la partition |             |
|       | Armoiries personnelle de Gissur Þorvaldsson, comte d'Islande : fascé d'argent et d'azur | 1262–1268   |
|       | Armoiries de l'Islande, concédées le 9 mai 1593 par le Conseil d’État de la couronne danoise. de gueules à la morue d'argent surmonté d'une couronne d'or | 1593-1903   |
|       | Armoiries pendant la période d'autonomie d'azur au faucon d’argent | 1903–1918   |
|       | Armoiries du royaume d'Islande d'azur à la croix de gueules bordée d'argent | 1918–1944   |
|       | Armoiries du roi Christian X, roi de Danemark (1903-1948) et d'Islande (1918-1944). L'Islande est représentée par l'aigle d'argent en bas à gauche |             |
|       | Armoiries de la république d'Islande. Elles ont été adoptées le jour même de la proclamation de la république à Þingvellir le 17 juin 1944, par un décret du Président tout juste élu par l'Althing, Sveinn Björnsson. Le décret les décrit ainsi : « Les armoiries de l'Islande sont une croix d'argent sur fond bleu ciel, avec une croix rouge vif dans la croix d'argent. Les bras de la croix doivent s'étendre jusqu'au bord du bouclier sur les quatre côtés. La largeur de la croix doit être 2⁄9 de celle du bouclier, et la croix rouge large de moitié, soit 1⁄9 de la largeur du bouclier. Les secteurs supérieurs doivent être carrés et les secteurs inférieurs de la même largeur, mais 1 fois et 1⁄3 plus hautes. Les porteurs du bouclier sont les quatre esprits protecteurs de l'Islande comme indiqués dans la Heimskringla : un taureau sur la droite du bouclier ; un géant, à gauche ; un oiseau à droite au-dessus du taureau ; et un dragon à gauche, au-dessus du géant. Le bouclier repose sur une plaque de colonnes basaltiques. » | depuis 1944 |